# Anastasio III
Anastasio III (Roma, 14 de marzo del 865-Roma, junio del 913) fue el papa 120.º de la Iglesia católica entre los años 911 y 913.
Segundo papa del período conocido como "pornocracia", fue elegido gracias al apoyo de Teofilacto I, su esposa Teodora y la hija de ambos, Marozia, siendo prácticamente un títere en manos de esta familia.
Durante su pontificado los vikingos se asentaron en la zona de la actual Normandía obteniendo su jefe Rollón el reconocimiento, por parte de Carlos el Simple, como legítimo gobernante del territorio y la mano de su hija Gisela. Dicho territorio pasó a denominarse “el ducado de los hombres de norte” (Nortmannia) de donde proviene el actual nombre de Normandía. 
Rollón se convirtió al cristianismo y fue bautizado como Roberto.
Aparte de este acontecimiento, no se dio durante su papado ningún otro de relevancia histórica.
Falleció al parecer asesinado por orden de Teofilacto, en junio de 913.[cita requerida]